# Bogucice
Bogucice är en industriort i södra Polen i närheten av Katowice, den inkorporerades 1924 i Katowice stad.
Här fanns tidigare maskin- och superfosfatfabriker, zink-, stål-, och träindustri samt omgivande kolgruvor.